# بال‌پرنده‌ای سیمین
بال‌پرنده‌ای سیمین (نام علمی: Troides plato) نام یک گونه از تیره پروانه‌های دم‌چلچله‌ای است.